# 日本の鉄道駅一覧 み
| あ | い | う-え   | お        | か    | き | く-け |
| こ | さ | し-しも | しや-しん | す-そ | た | ち-て |
| と | な | に      | ぬ-の     | は    | ひ | ふ-ほ |
| ま | み | む-も   | や-わ行   |       |    |       |

日本の鉄道駅一覧 みは、日本の鉄道駅のうち、みで始まるものの一覧である。

## み

### みあ-みお
- 美合駅（みあいえき）
- 御井駅（みいえき）
- 三井寺駅（みいでらえき）
- 三井野原駅（みいのはらえき）
- 三浦駅（みうらえき）
- 三浦海岸駅（みうらかいがんえき）
- 三会駅（みええき）
- 美江寺駅（みえじえき）
- 美栄橋駅（みえばしえき）
- 三重町駅（みえまちえき）

### みか-みこ
- 三柿野駅（みかきのえき）
- 御影駅 (北海道)（みかげえき・北海道旅客鉄道根室本線）
- 御影駅 (阪神)（みかげえき・阪神本線）
- 御影駅 (阪急)（みかげえき・阪急神戸本線）
- 三ヶ尻駅（みかじりえき）
- 三方駅（みかたえき）
- 三日月駅（みかづきえき）
- 三門駅（みかどえき）
- 御門台駅（みかどだいえき）
- 美加の台駅（みかのだいえき）
- 三加茂駅（みかもえき）
- 三川駅 (北海道)（みかわえき・北海道旅客鉄道室蘭本線）
- 三川駅 (新潟県)（みかわえき・東日本旅客鉄道磐越西線）
- 美川駅（みかわえき・IRいしかわ鉄道線）
- 三河安城駅（みかわあんじょうえき）
- 三河一宮駅（みかわいちのみやえき）
- 三河大塚駅（みかわおおつかえき）
- 三河大野駅（みかわおおのえき）
- 三河鹿島駅（みかわかしまえき）
- 三河上郷駅（みかわかみごうえき）
- 三河川合駅（みかわかわいえき）
- 三河塩津駅（みかわしおつえき）
- 三河島駅（みかわしまえき）
- 三河高浜駅（みかわたかはまえき）
- 三河田原駅（みかわたはらえき）
- 三河内駅（みかわちえき）
- 三河知立駅（みかわちりゅうえき）
- 三河東郷駅（みかわとうごうえき）
- 三河鳥羽駅（みかわとばえき）
- 三河豊田駅（みかわとよたえき）
- 三河槙原駅（みかわまきはらえき）
- 三河三谷駅（みかわみやえき）
- 三河八橋駅（みかわやつはしえき）
- 三木駅（みきえき）
- 三木上の丸駅（みきうえのまるえき）
- 三木里駅（みきさとえき）
- 三国駅 (福井県)（みくにえき・えちぜん鉄道三国芦原線）
- 三国駅 (大阪府)（みくにえき・阪急宝塚本線）
- 三国が丘駅（みくにがおかえき・西鉄天神大牟田線）
- 三国ヶ丘駅（みくにがおかえき・西日本旅客鉄道阪和線・南海高野線）
- 三国神社駅（みくにじんじゃえき）
- 三国港駅（みくにみなとえき）
- 三雲駅（みくもえき）
- 御厨駅 (静岡県)（みくりやえき・東海旅客鉄道東海道本線）
- 御厨駅 (長崎県)（みくりやえき・松浦鉄道西九州線）
- 御来屋駅（みくりやえき・西日本旅客鉄道山陰本線）
- 三毛門駅（みけかどえき）
- 三ヶ山口駅（みけやまぐちえき）

### みさ-みそ
- 御崎駅（みさきえき・北海道旅客鉄道室蘭本線）
- 三咲駅（みさきえき・京成松戸線）
- 美咲が丘駅（みさきがおかえき）
- 三崎口駅（みさきぐちえき）
- みさき公園駅（みさきこうえんえき・南海本線・多奈川線）
- 御崎公園駅（みさきこうえんえき・神戸市営地下鉄海岸線）
- 水窪駅（みさくぼえき）
- 御陵駅（みささぎえき）
- 美佐島駅（みさしまえき）
- 三里駅（みさとえき・三岐鉄道三岐線）
- 美里駅（みさとえき・東日本旅客鉄道小海線）
- 三郷駅 (埼玉県)（みさとえき・東日本旅客鉄道武蔵野線）
- 三郷中央駅（みさとちゅうおうえき）
- 三沢駅 (青森県)（みさわえき・青い森鉄道線）
- 三島駅（みしまえき）
- 三島田町駅（みしまたまちえき）
- 三島広小路駅（みしまひろこうじえき）
- 三島二日町駅（みしまふつかまちえき）
- 水居駅（みずいえき）
- 瑞江駅（みずええき）
- 水落駅（みずおちえき）
- 水城駅（みずきえき）
- 水沢駅（みずさわえき）
- 水沢江刺駅（みずさわえさしえき）
- 水島駅（みずしまえき）
- 水尻駅（みずしりえき）
- 水田駅（みずたえき）
- 瑞浪駅（みずなみえき）
- 水成川駅（みずなりかわえき）
- 水沼駅（みずぬまえき）
- 水野駅（みずのえき）
- 水橋駅（みずはしえき）
- 瑞穂駅（みずほえき）
- 瑞穂運動場西駅（みずほうんどうじょうにしえき）
- 瑞穂運動場東駅（みずほうんどうじょうひがしえき）
- 瑞穂区役所駅（みずほくやくしょえき）
- みずほ台駅（みずほだいえき）
- 三潴駅（みずまえき）
- 水間観音駅（みずまかんのんえき）
- 水巻駅（みずまきえき）
- 三角駅（みすみえき）
- 三瀬谷駅（みせだにえき）
- 溝口駅（みぞぐちえき）
- 味噌天神前停留場（みそてんじんまえていりゅうじょう）
- 美園駅（みそのえき）
- 溝の口駅（みぞのくちえき）
- 美薗中央公園駅（みそのちゅうおうこうえんえき）

### みた-みと
- 三田駅 (東京都)（みたえき・都営地下鉄浅草線・三田線）
- 箕田駅（みだえき）
- 三代橋駅（みだいばしえき）
- 三鷹駅（みたかえき）
- 三鷹台駅（みたかだいえき）
- 三滝駅（みたきえき）
- 御嶽駅（みたけえき・東日本旅客鉄道青梅線）
- 御嵩駅（みたけえき・名鉄広見線）
- 御嵩口駅（みたけぐちえき）
- 御岳山駅（みたけさんえき）
- 御岳堂駅（みたけどうえき）
- 美田園駅（みたぞのえき）
- 三谷駅 (岡山県)（みたにえき・井原鉄道井原線）
- 三谷駅 (山口県)（みたにえき・西日本旅客鉄道山口線）
- 美談駅（みだみえき）
- 乱川駅（みだれがわえき）
- 道川駅（みちかわえき）
- 道上駅（みちのうええき）
- 道ノ尾駅（みちのおえき）
- 三津駅（みつえき）
- 三石駅（みついしえき・西日本旅客鉄道山陽本線）
- 三ツ石駅（みついしえき・熊本電気鉄道菊池線）
- 三岡駅（みつおかえき）
- 三日市駅（みっかいちえき）
- 三日市町駅（みっかいちちょうえき）
- 水海道駅（みつかいどうえき）
- 三ヶ日駅（みっかびえき）
- 三ツ境駅（みつきょうえき）
- 三口駅（みつくちえき）
- 見附駅（みつけえき）
- 三越前駅（みつこしまええき）
- 三沢駅 (福岡県)（みつさわえき・西鉄天神大牟田線）
- 三ツ沢上町駅（みつざわかみちょうえき）
- 三ツ沢下町駅（みつざわしもちょうえき）
- 三関駅（みつせきえき）
- 三つ峠駅（みつとうげえき）
- 三津浜駅（みつはまえき）
- 三菱自工前駅（みつびしじこうまええき）
- 三妻駅（みつまえき）
- 三俣駅（みつまたえき）
- 三松駅（みつまつえき・西日本旅客鉄道小浜線）
- 三ツ松駅（みつまつえき・水間鉄道水間線）
- 三峰口駅（みつみねぐちえき）
- 三ツ屋駅（みつやえき）
- みつわ台駅（みつわだいえき）
- 御幣島駅（みてじまえき）
- 水戸駅（みとえき・東日本旅客鉄道常磐線・水郡線・鹿島臨海鉄道大洗鹿島線）
- 弥刀駅（みとえき・近鉄大阪線）
- 御堂駅（みどうえき）
- 三苫駅（みとまえき）
- 緑駅（みどりえき・北海道旅客鉄道釧網本線）
- 水鳥駅（みどりえき・樽見鉄道樽見線）
- 緑井駅（みどりいえき）
- 緑が丘駅 (北海道)（みどりがおかえき・北海道旅客鉄道富良野線）
- 緑が丘駅 (東京都)（みどりがおかえき・東急大井町線）
- 緑が丘駅 (兵庫県)（みどりがおかえき・神戸電鉄粟生線）
- 緑川駅（みどりかわえき）
- みどり湖駅（みどりこえき）
- みどり台駅（みどりだいえき）
- 緑町駅（みどりちょうえき）
- みどりの駅
- 緑橋駅（みどりばしえき）

### みな-みの
- 水上駅（みなかみえき）
- 美袋駅（みなぎえき）
- 水口駅（みなくちえき）
- 水口石橋駅（みなくちいしばしえき）
- 水口城南駅（みなくちじょうなんえき）
- 水口松尾駅（みなくちまつおえき）
- 水無瀬駅（みなせえき）
- 湊駅（みなとえき）
- 湊川駅（みなとがわえき）
- 湊川公園駅（みなとがわこうえんえき）
- 港区役所駅（みなとくやくしょえき）
- みなとじま駅
- 港町駅（みなとちょうえき）
- みなとみらい駅
- みなと元町駅（みなともとまちえき）
- 港山駅（みなとやまえき）
- 皆野駅（みなのえき）
- 南部駅（みなべえき）
- 水俣駅（みなまたえき）
- 南阿佐ケ谷駅（みなみあさがやえき）
- 南阿蘇白川水源駅（みなみあそしらかわすいげんえき）
- 南阿蘇水の生まれる里白水高原駅（みなみあそみずのうまれるさとはくすいこうげんえき）
- 南荒尾駅（みなみあらおえき）
- 南荒子駅（みなみあらこえき）
- 南安城駅（みなみあんじょうえき）
- 南生駒駅（みなみいこまえき）
- 南石井駅（みなみいしいえき）
- 南石下駅（みなみいしげえき）
- 南伊東駅（みなみいとうえき）
- 南茨木駅（みなみいばらきえき）
- 南今庄駅（みなみいまじょうえき）
- 南伊予駅（みなみいよえき）
- 南岩国駅（みなみいわくにえき）
- 南魚崎駅（みなみうおざきえき）
- 南ウッディタウン駅（みなみウッディタウンえき）
- 南宇都宮駅（みなみうつのみやえき）
- 南浦和駅（みなみうらわえき）
- 南大分駅（みなみおおいたえき）
- 南大沢駅（みなみおおさわえき）
- 南太田駅（みなみおおたえき）
- 南大高駅（みなみおおだかえき）
- 南大塚駅（みなみおおつかえき）
- 南大町駅（みなみおおまちえき）
- 南大嶺駅（みなみおおみねえき）
- 南小谷駅（みなみおたりえき）
- 南小樽駅（みなみおたるえき）
- 南小野田駅（みなみおのだえき）
- 南が丘駅（みなみがおかえき）
- 南加木屋駅（みなみかぎやえき）
- 南角田駅（みなみかくだえき）
- 南鹿児島駅（みなみかごしまえき）
- 南鹿児島駅前停留場（みなみかごしまえきまえていりゅうじょう）
- 南柏駅（みなみかしわえき）
- 南方駅 (大阪府)（みなみかたえき・阪急京都本線）
- 南方駅 (宮崎県)（みなみかたえき・九州旅客鉄道日南線）
- 南神城駅（みなみかみしろえき）
- 美並苅安駅（みなみかりやすえき）
- 南行徳駅（みなみぎょうとくえき）
- 南草津駅（みなみくさつえき）
- 南熊本駅（みなみくまもとえき）
- 南区役所前停留場（みなみくやくしょまえていりゅうじょう）
- 南栗橋駅（みなみくりはしえき）
- 南久留米駅（みなみくるめえき）
- 南公園駅（みなみこうえんえき）
- 南河内駅（みなみごうちえき）
- 南甲府駅（みなみこうふえき）
- 南小倉駅（みなみこくらえき）
- 南越谷駅（みなみこしがやえき）
- みなみ子宝温泉駅（みなみこだからおんせんえき）
- 南御殿場駅（みなみごてんばえき）
- 南小松島駅（みなみこまつしまえき）
- 南酒出駅（みなみさかいでえき）
- 南栄駅（みなみさかええき）
- 南寒河江駅（みなみさがええき）
- 南桜井駅 (埼玉県)（みなみさくらいえき・東武野田線）
- 南桜井駅 (愛知県)（みなみさくらいえき・名鉄西尾線）
- 南滋賀駅（みなみしがえき）
- 南酒々井駅（みなみしすいえき）
- 南宿駅（みなみじゅくえき）
- 南宍道駅（みなみしんじえき）
- 南新宿駅（みなみしんじゅくえき）
- 南新庄駅（みなみしんじょうえき）
- 南吹田駅（みなみすいたえき）
- 南砂町駅（みなみすなまちえき）
- 南瀬高駅（みなみせたかえき）
- 南摂津駅（みなみせっつえき）
- 南千住駅（みなみせんじゅえき）
- 南仙台駅（みなみせんだいえき）
- 南千里駅（みなみせんりえき）
- 南大東駅（みなみだいとうえき）
- 南平駅（みなみだいらえき）
- 南高崎駅（みなみたかさきえき）
- 南高田駅（みなみたかだえき）
- 南巽駅（みなみたつみえき）
- 南田辺駅（みなみたなべえき）
- 南多摩駅（みなみたまえき）
- 南千歳駅（みなみちとせえき）
- 南鳥海駅（みなみちょうかいえき）
- 南出羽駅（みなみでわえき）
- 南富山駅（みなみとやまえき）
- 南富山駅前駅（みなみとやまえきまええき）
- 南豊科駅（みなみとよしなえき）
- 南長井駅（みなみながいえき）
- 南長岡駅（みなみながおかえき）
- 南中川駅（みなみなかがわえき）
- 南中郷駅（みなみなかごうえき）
- 南永山駅（みなみながやまえき）
- 南流山駅（みなみながれやまえき）
- 南野駅（みなみのえき）
- 南直方御殿口駅（みなみのおがたごてんぐちえき）
- 南延岡駅（みなみのべおかえき）
- 南羽咋駅（みなみはくいえき）
- 南橋本駅（みなみはしもとえき）
- 南鳩ヶ谷駅（みなみはとがやえき）
- 南羽生駅（みなみはにゅうえき）
- 南三原駅（みなみはらえき）
- 南彦根駅（みなみひこねえき）
- 南日永駅（みなみひながえき）
- 南日向駅（みなみひゅうがえき）
- 南平岸駅（みなみひらぎしえき）
- 南福井駅（みなみふくいえき）
- 南福岡駅（みなみふくおかえき）
- 南福島駅（みなみふくしまえき）
- 南船橋駅（みなみふなばしえき）
- 南古谷駅（みなみふるやえき）
- 南堀端停留場（みなみほりばたていりゅうじょう）
- 南万騎が原駅（みなみまきがはらえき）
- 南町停留場（みなみまちていりゅうじょう）
- 南町田グランベリーパーク駅（みなみまちだグランベリーパークえき）
- 皆実町二丁目停留場（みなみまちにちょうめていりゅうじょう）
- 皆実町六丁目停留場（みなみまちろくちょうめていりゅうじょう）
- 南松本駅（みなみまつもとえき）
- 南宮崎駅（みなみみやざきえき）
- 南森町駅（みなみもりまちえき）
- 南守谷駅（みなみもりやえき）
- 南矢代駅（みなみやしろえき）
- 南行橋駅（みなみゆくはしえき）
- 南由布駅（みなみゆふえき）
- 南吉田駅（みなみよしだえき）
- 南四日市駅（みなみよっかいちえき）
- 南米沢駅（みなみよねざわえき）
- 南与野駅（みなみよのえき）
- みなみ寄居駅（みなみよりいえき）
- 南林間駅（みなみりんかんえき）
- 南若松駅（みなみわかまつえき）
- 南稚内駅（みなみわっかないえき）
- 見奈良駅（みならえき）
- 三縄駅（みなわえき）
- 見沼代親水公園駅（みぬまだいしんすいこうえんえき）
- 美祢駅（みねえき・西日本旅客鉄道美祢線）
- 峰停留場（みねていりゅうじょう・宇都宮ライトレール宇都宮芳賀ライトレール線）
- 峰延駅（みねのぶえき）
- 峰山駅（みねやまえき）
- 峰吉川駅（みねよしかわえき）
- みの駅
- 美濃赤坂駅（みのあかさかえき）
- 箕浦駅（みのうらえき）
- 箕面駅（みのおえき）
- 美濃太田駅（みのおおたえき）
- 箕面萱野駅（みのおかやのえき）
- 箕面船場阪大前駅（みのおせんばはんだいまええき）
- 美濃川合駅（みのかわいえき）
- 美乃坂本駅（みのさかもとえき）
- 美濃市駅（みのしえき）
- 箕島駅（みのしまえき）
- 美濃白鳥駅（みのしろとりえき）
- 三野瀬駅（みのせえき）
- 美濃高田駅（みのたかだえき）
- 箕谷駅（みのたにえき）
- 美濃津屋駅（みのつやえき）
- 美乃浜学園駅（みのはまがくえんえき）
- 見能林駅（みのばやしえき）
- 身延駅（みのぶえき）
- 美濃本郷駅（みのほんごうえき）
- 美濃松山駅（みのまつやまえき）
- 美濃青柳駅（みのやなぎえき）
- 美濃山崎駅（みのやまざきえき）
- みのり台駅（みのりだいえき）
- 三ノ輪駅（みのわえき）
- 三ノ輪橋停留場（みのわばしていりゅうじょう）

### みは-みほ
- 美旗駅（みはたえき）
- 美浜駅（みはまえき）
- 美浜緑苑駅（みはまりょくえんえき）
- 三原駅（みはらえき）
- 見晴台駅（みはらしだいえき）
- 三春駅（みはるえき）
- 壬生駅（みぶえき）
- 三保三隅駅（みほみすみえき）

### みま-みも
- 三間坂駅（みまさかえき）
- 美作江見駅（みまさかえみえき）
- 美作追分駅（みまさかおいわけえき）
- 美作大崎駅（みまさかおおさきえき）
- 美作落合駅（みまさかおちあいえき）
- 美作加茂駅（みまさかかもえき）
- 美作河井駅（みまさかかわいえき）
- 美作千代駅（みまさかせんだいえき）
- 美作滝尾駅（みまさかたきおえき）
- 美作土居駅（みまさかどいえき）
- 三股駅（みまたえき）
- 美々津駅（みみつえき）
- 耳成駅（みみなしえき）
- 三室戸駅（みむろどえき）
- 実籾駅（みもみえき）

### みや-みよ
- 宮内駅 (山形県)（みやうちえき・山形鉄道フラワー長井線）
- 宮内駅 (新潟県)（みやうちえき・東日本旅客鉄道信越本線・上越線）
- 宮内駅 (広島県)（みやうちえき・広島電鉄宮島線）
- 宮内串戸駅（みやうちくしどえき）
- 宮ケ浜駅（みやがはまえき）
- 宮川駅（みやがわえき）
- 宮木駅（みやきえき）
- 宮城野通駅（みやぎのどおりえき）
- 宮城野原駅（みやぎのはらえき）
- 宮口駅（みやぐちえき）
- 三宅八幡駅（みやけはちまんえき）
- 宮古駅（みやこえき）
- 美夜古泉駅（みやこいずみえき）
- 都島駅（みやこじまえき）
- 都田駅（みやこだえき）
- 都通停留場（みやこどおりていりゅうじょう）
- 都城駅（みやこのじょうえき）
- 宮崎駅（みやざきえき）
- 宮崎空港駅（みやざきくうこうえき）
- 宮崎神宮駅（みやざきじんぐうえき）
- 宮崎台駅（みやざきだいえき）
- 宮地駅（みやじえき）
- 宮島口駅（みやじまぐちえき）
- 宮島ボートレース場駅（みやじまボートレースじょうえき・臨時）
- 宮田駅（みやだえき）
- 宮田町停留場（みやたちょうていりゅうじょう）
- 宮津駅（みやづえき）
- 宮野駅（みやのえき）
- 宮の奥停留場（みやのおくていりゅうじょう）
- 宮ノ越駅（みやのこしえき）
- 宮の坂駅（みやのさかえき・東急世田谷線）
- 宮之阪駅（みやのさかえき・京阪交野線）
- 宮の沢駅（みやのさわえき）
- 宮ノ下駅（みやのしたえき）
- 宮の陣駅（みやのじんえき）
- 宮ノ平駅（みやのひらえき）
- 宮ノ前停留場（みやのまえていりゅうじょう）
- 宮原駅（みやはらえき）
- 美山駅（みやまえき）
- 宮前駅（みやまええき）
- 宮前平駅（みやまえだいらえき）
- 三山木駅（みやまきえき）
- 宮町駅（みやまちえき）
- 海山道駅（みやまどえき）
- 宮村駅（みやむらえき）
- 宮本武蔵駅（みやもとむさしえき）
- 宮守駅（みやもりえき）
- 宮山駅（みややまえき）
- 宮脇駅（みやわきえき）
- 御幸辻駅（みゆきつじえき）
- 御幸橋停留場（みゆきばしていりゅうじょう）
- 妙音通駅（みょうおんどおりえき）
- 明覚駅（みょうかくえき）
- 茗荷谷駅（みょうがだにえき）
- 妙見口駅（みょうけんぐちえき）
- 明見橋停留場（みょうけんばしていりゅうじょう）
- 妙高高原駅（みょうこうこうげんえき）
- 妙興寺駅（みょうこうじえき）
- 妙国寺前停留場（みょうこくじまえていりゅうじょう）
- 妙寺駅（みょうじえき）
- 明星駅（みょうじょうえき）
- 明神駅（みょうじんえき）
- 妙心寺駅（みょうしんじえき）
- 名谷駅（みょうだにえき）
- 妙典駅（みょうでんえき）
- 妙法寺駅 (新潟県)（みょうほうじえき・東日本旅客鉄道越後線）
- 妙法寺駅 (兵庫県)（みょうほうじえき・神戸市営地下鉄西神・山手線）
- 妙蓮寺駅（みょうれんじえき）
- 三次駅（みよしえき・西日本旅客鉄道芸備線）
- 御代志駅（みよしえき・熊本電気鉄道菊池線）
- 三好ヶ丘駅（みよしがおかえき）
- 三好町駅（みよしちょうえき）
- 御代田駅（みよたえき）

### みら-みろ
- みらい平駅(みらいだいらえき）
- 三良坂駅（みらさかえき）
- 見老津駅（みろづえき）

### みわ-みん
- 三輪駅（みわえき）
- 三輪崎駅（みわさきえき）
- 三厩駅（みんまやえき）